# Microsoft Anti-Virus for Windows
Майкрософт Анти-Вирус (англ. Microsoft Anti-Virus, MSAV) — антивирусное программное обеспечение, представленное Microsoft для собственной операционной системы MS-DOS. Программа впервые появилась в версии MS-DOS 6.0 (1993), последняя версия сопровождала MS-DOS 6.22. В первой версии антивирусной программы не было встроенного механизма обновления (обновления должны были получаться на BBS и вручную устанавливаться пользователем), она была способна распознать 1234 различных вируса. В общем пакете поставлялся также Microsoft Anti-Virus для ОС Windows (MWAV), представлявший собой пользовательский интерфейс, позволявший MSAV правильно работать под Windows 3.1.

## История
Microsoft Anti-Virus производился для Microsoft компанией Central Point Software Inc. (позднее, в 1994 году, приобретена компанией Symantec и включена в группу по производству программного продукта Norton AntiVirus) и был по существу базовой версией программы Central Point Anti-Virus (CPAV), которая, в свою очередь, выпускалась по лицензии компании Carmel Software Engineering (Хайфа, Израиль). Carmel Software Engineering продавала тот же продукт под названием Turbo AntiVirus, как внутри страны, так и за рубежом.
Microsoft Anti-Virus for Windows также поставлялся компанией Central Point Software.
Является предком Защитника Windows и Microsoft Security Essentials.

## Особенности
MSAV представлял собой стратегию «Найти и удалить» (англ. Detect and Clean), был способен проверять загрузочный сектор диска и находить вирусы типа «троянского коня», что соответствовало типичным потребностям пользователей в то время.
Программа также имела возможности для борьбы с вирусами-невидимками (англ. Anti-Stealth) и проверки контрольной суммы, что позволяло выявлять любые изменения в имевшихся файлах. Эта технология была предназначена для того, чтобы компенсировать отсутствие регулярных пакетов обновлений. Последнее обновление MSAV было выпущено в июне 1996 года, оно добавило способность обнаруживать полиморфные вирусы, также была обновлена вирусная база — список обнаруживаемых вирусов был расширен до 2371.
Microsoft Anti-Virus for Windows позднее стал известен тем, что определял программу установки Windows 95 как содержащую компьютерный вирус.

### Резидентная программаVSafe
VSafe — это резидентный компонент MSAV, обеспечивавший защиту от вирусов в реальном времени.
По умолчанию VSafe делает следующее:
- проверяет исполняемые файлы на наличие вирусов (в процессе их работы);
- проверяет все диски (жёсткий диск и флоппи) на предмет наличия вирусов в загрузочных секторах;
- предупреждает о попытке вируса произвести запись в загрузочный сектор или таблицу разделов жёсткого диска;
- предупреждает о форматировании, которое может стереть данные с жёсткого диска.

Дополнительные возможности VSafe позволяли:
- предупреждать о попытках исполняемых файлов стать резидентными;
- запрещать программам осуществлять запись на диск;
- предупреждать о попытке записи программой в загрузочный сектор дискеты;
- предупреждать о попытке модифицировать исполняемые файлы.

VSafe имел вирусную базу внутри собственного исполняемого файла, а также был способен загружать дополнительные сигнатуры (обновления) в виде вспомогательного файла.